# Big Bus Tours
Big Bus Tours Ltd. è una società privata britannica attiva nel settore del trasporto di turisti nei centri cittadini attraverso torpedoni. Opera in Asia ed Europa oltre che in alcune città degli Stati Uniti d'America ed a Sydney, in Australia.

## Storia

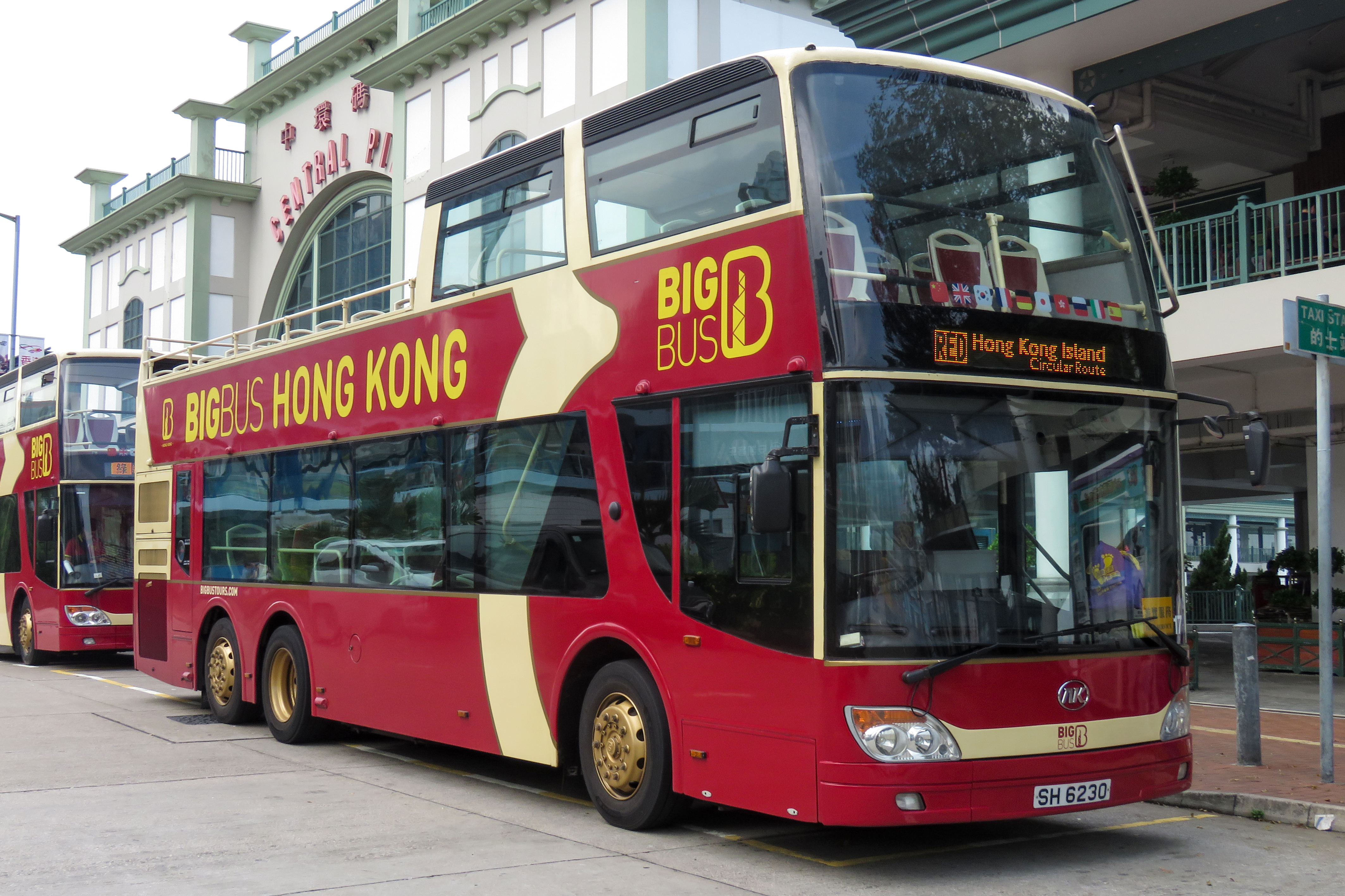
Ankai HFF6110GS-2 di Big Bus Tours ad Hong Kong.

Big Bus Tours nacque dalla fusione tra la società francese Les Cars Rouges, fondata nel 1990 da Abdallah El Azm a Parigi, e la britannica The Big Bus Company Ltd., nata nel giugno 1991 a Londra ad opera della famiglia Maybury, nel maggio 2011. Nel 2014 le azioni furono acquistate dall'operatore di private equity britannico Exponent Private Equity per 340 milioni di sterline; nel corso dello stesso anno, a Roma, ha ereditato parte delle vetture della controllata Trambus Open, costituita nel 2003 da Les Cars Rouges e Trambus e poi posta in liquidazione nel 2013.

## Attività
Big Bus Tours gestisce il trasporto di turisti principalmente attraverso autobus bipiano a tetto scoperto, meglio noti come torpedoni, in Asia (Cina, Emirati Arabi Uniti, Oman, Singapore e Turchia), Europa (Austria, Francia, Irlanda, Italia, Regno Unito ed Ungheria), America del Nord (Stati Uniti d'America) ed Oceania (Australia). In particolare è attiva nelle città di:
- Abu Dhabi
- Budapest
- Chicago
- Dubai
- Dublino
- Filadelfia
- Hong Kong
- Istanbul
- Las Vegas
- Londra
- Mascate
- Miami
- New York
- Parigi
- Roma
- San Francisco
- Shanghai
- Singapore
- Sydney
- Vienna
- Washington